# Emil Kijewski
Emil Kijewski (* 22. November 1911 in Hombruch; † 23. Januar 1989 in Dortmund) war ein deutscher Radrennfahrer. 1937 wurde er Vize-Weltmeister im Straßenrennen der  Profis.

## Sportliche Laufbahn
1933 hatte Emil Kijewski als Amateur seinen ersten Erfolg mit dem Sieg bei Rund um Berlin. Er startete für RuMC Sturm Hombruch.
Im Jahr darauf wurde Kijewski Profi. 1935 gewann er Rund um Köln und den Großen Sachsenpreis. Bei den UCI-Straßen-Weltmeisterschaften 1935 im belgischen Floreffe belegte er im Straßenrennen Platz zehn. 1937 wurde er in Kopenhagen Vize-Weltmeister hinter dem Belgier Eloi Meulenberg. Es war eine knappe Entscheidung, Kijewski unterlag um 10 Zentimeter im Endspurt. Im selben Jahr entschied er jeweils eine Etappe der Tour de Suisse sowie der Internationalen Deutschland-Rundfahrt für sich und ein zweites Mal Rund um Köln. 1938 gewann er eine weitere Etappe der Deutschland-Rundfahrt.
Bei der Tour de Suisse im Jahr darauf stürzte Kijewski und erlitt einen schweren Bruch des Schienbeins, was ihn zu einer längeren Rennpause zwang. Der Zweite Weltkrieg unterbrach seine Radsportkarriere. Von 1947 bis 1952 war er erneut als Radsportler aktiv. Bei der Deutschland-Rundfahrt 1948 wurde er Achter der Gesamtwertung. 1950 gewann er eine Etappe der Schwarzwald-Rundfahrt. Sein Abschiedsrennen bestritt er 1952 beim Großen Weihnachtspreis in den Dortmunder Westfalenhallen.

## Nach der aktiven Laufbahn

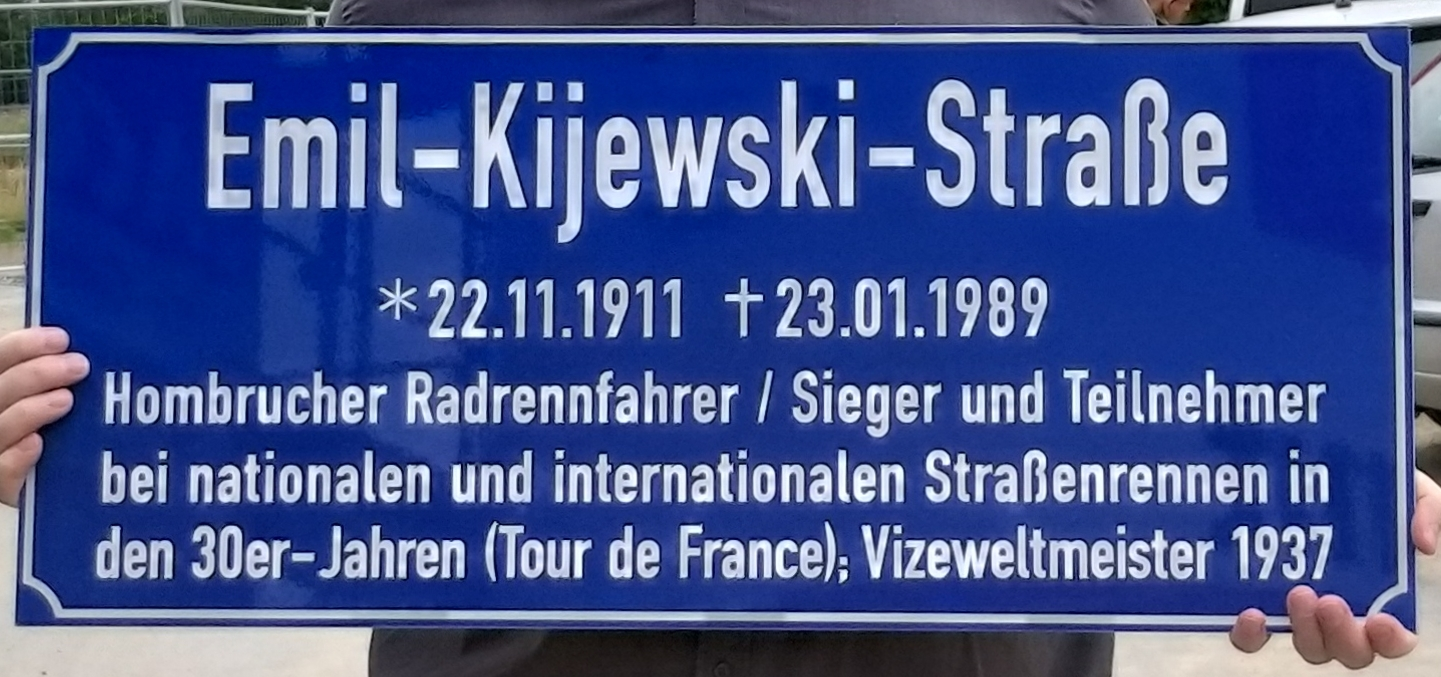
Schild der Emil-Kijewski-Straße

Nach seiner aktiven Laufbahn leistete Kijewski als Funktionär wichtige Jugend- und Nachwuchsarbeit. Unter seiner Führung wuchsen etliche deutsche Meister heran, wie etwa Walter Schürmann und Winfried Bölke. Zu seinen Schützlingen gehörte auch der spätere Schrittmacher Manfred Schmadtke. Kijewskis gleichnamiger Sohn war ebenfalls auch Radsportler aktiv.
Im November 1952 berichtete das Neue Deutschland, Kijewski und der ehemalige Radsportler Karl Göbel hätten in der Bundesrepublik einen Verweis vom Bund Deutscher Radfahrer erhalten, da sie von 13 Fahrer (unter den Vereinsnamen Industriebezirk Dortmund I und II) zum Start bei der DDR-Rundfahrt 1952 angemeldet und begleitet hätten.
1952 gründete er mit seiner Ehefrau Irmgard (1920–2005) das „Fahrradhaus Kijewski“, das später um den Bereich Spielwaren erweitert wurde.
2019 wurde eine Straße in Dortmunder Stadtteil Lücklemberg nach Emil Kijewski benannt. Sein Grab befindet sich auf dem Friedhof in Dortmund-Großholthausen.

## Erfolge
1933
- Rund um Berlin

1935
- Rund um Köln
- Großer Sachsenpreis

1937
- Straßenweltmeisterschaften
- eine Etappe Tour de Suisse
- eine Etappe Internationale Deutschland-Rundfahrt
- Rund um Köln

1938
- eine Etappe Internationale Deutschland-Rundfahrt

## Teams
- 1934 Presto
- 1937–1942 Wanderer
- 1947–1950 Dürkopp